# Sacromonte
El Sacromonte es un barrio de la ciudad de Granada, en España, situado en la zona oriental de la capital granadina. Es una de las seis barriadas que conforman el distrito del Albaicín. El Sacromonte linda con los barrios de Albaicín, San Pedro, Realejo-San Matías, El Fargue y Haza Grande.
Se encuentra en el valle de Valparaíso y frente a la Alhambra, lugares emblemáticos de Granada, que se hallan situados en cada una de las orillas del río Darro, cuyo nombre parece derivar de la expresión "D'auro" («de oro») por sus famosos yacimientos sedimentarios de este metal precioso. Es un hermoso paraje compuesto por bosque mediterráneo y de ribera.
El Sacromonte es un pintoresco e idílico lugar, a las afueras del núcleo urbano de Granada y es el tradicional arrabal de los gitanos granadinos. Hablan en caló. Oriundos de la India, llegaron a España en el siglo XV, tras deambular por Europa y África. Tradicionalmente habitaron en las famosas cuevas de este barrio. Fueron retratados con gran maestría por el poeta Federico García Lorca en su libro 'Romancero Gitano'. El Centro de Interpretación del Sacromonte-Museo de las Cuevas conserva en su estado original once de estas cuevas abiertas al público y explica la historia y la forma de vida de sus habitantes.
En el siglo XVI se produjo el hallazgo de una serie de reliquias y textos, que junto a la aparición de los libros plúmbeos en el monte de Valparaíso hizo que se constituyera la Abadía del Sacromonte. Actualmente en la Abadía se conservan los famosos Libros Plúmbeos, después de que fueran devueltos por la Santa Sede (el 17 de junio del año 2000).

## El origen
Las cuevas son las viviendas habituales del Sacromonte; su origen no está muy claro, debiéndose construir a partir del siglo XVI, cuando la población musulmana y judía fue expulsada de sus hogares. A estos se les unieron los gitanos de costumbres nómadas. Así, las cuevas surgieron para los marginados, extramuros de la ciudad, por lo que implicaba estar fuera del control administrativo y orden eclesiástico.   
En relación a su origen, cabe mencionar que investigaciones en conservación patrimonial del CSIC y estudios de geoarqueología de la Universidad de Granada (UGR) destacan el carácter geológico singular del cerro del Sacromonte, señalando que muchas de sus oquedades no fueron excavadas desde cero, sino que se originaron de forma natural por procesos sedimentarios y erosivos durante el Cuaternario, formando parte de lo que se conoce como "Formación Alhambra". Esta configuración geológica es confirmada también por el Museo Cuevas del Sacromonte y por diversas fuentes locales. Estas cavidades habrían sido utilizadas por comunidades humanas durante periodos prolongados, incluso en épocas prehistóricas (en las cercanías se han localizado restos de herramientas de piedra y otros objetos relacionados con el Paleolítico y el Neolítico), aprovechando sus condiciones térmicas y de seguridad como refugio o vivienda, antes de la urbanización moderna.
Para picar una cueva, en primer lugar se realizaba un desmonte de la cara del cerro donde se quería excavar, apareciendo un corte vertical que servía de fachada. A continuación en el centro se abría un arco de medio punto, que servía de puerta y posteriormente se excavaba las habitaciones que se necesitaran y el terreno permitiera. Las formas y límites de esta original vivienda las marcan el terreno, la altitud y la extensión de los cerros, de forma que no se encuentra dos cuevas iguales. Estos elementos junto con las veredas, barrancos, placetas, fachadas e interiores blanqueados con cal, configuran un paisaje singular que, unido a las costumbres y oficios de sus habitantes, dan carácter a esta singular forma de vida. Dichas cuevas se edificaron en lo alto del cerro de San Miguel, colindando así con el barrio del Albayzín, donde también se empezarían a edificar casas cueva. La población del barrio ha sido perseguida desde sus inicios llegando a prohibirse las zambras en tiempos del reinado de Felipe II de España.  
El Sacromonte fue históricamente el lugar dónde residía la clase baja de Granada siendo excluidos y marginados de la ciudad. Una meca de artistas y bohemios siendo la cuna del flamenco de Granada dando origen a las zambras en los tablaos en las propias casa cueva  y que más tarde seria el motivo de visita al barrio. Sus habitantes sobrevivían gracias a diferentes oficios como herrero, quincallero, tratante de ganado, labrador, mimbrero, artesanos, costureras y artistas flamencos. En el barrio los vecinos abrieron pequeños negocios en las cuevas con algunos víveres para abastecerse.  
Ya adentrados en el siglo XX los diferentes gobiernos buscaron su erradicación, debido a su nacimiento aparte de la ley urbanística no tenía red eléctrica, agua potable, aceras, calzadas, darros ni servicios de salud o transporte quedando completamente aislado del resto de la ciudad. Siempre ha existido un gran interés en la eliminación del barrio debido a que las cuevas no tenían ningún componente legal. A pesar de esta persecución en el año 1950 se censaron cerca de 4000 personas residentes en las cuevas del Sacromonte, dicho número llego a alcanzar los 5000 vecinos hasta las inundaciones en el año 1963.  
Debido a las condiciones de extrema pobreza e insalubridad en algunos puntos del barrio duramente castigados por las lluvias y desplazamientos de tierra a lo largo de las décadas, a finales de los años 50 se produce el primer gran éxodo de su población hacia los barrios periféricos recientemente construidos como el Zaidín y Haza Grande donde la población se instaló en viviendas sociales. La gran inundación del Sacromonte ocurrió desde diciembre de 1962 hasta la gran catastrofre en febrero de 1963 debido a unas fuertes tormentas y riadas que acabaron enterrando la mayoría de cuevas y que se cobraron numerosas vidas. Muchas zonas de Granada se vieron afectadas dado que fueron tres meses de intensas lluvias, aguaceros, tormentas y riadas hasta el 16 de febrero de 1963 cuando ocurrió la llamada "mayor lluvia del siglo" con 100 litros por metro cuadrado. Las zonas más afectada fueron el Sacromonte donde se desplazó a más de 4000 personas, el Barranco del Abogado, el Barranco de la Zorra, las cuevas de San Miguel Alto y demás zonas con casas cuevas llegando a afectar a más de 7000 personas.  
La Guardia Civil y las fuerzas del orden obligaron forzosamente a la población autóctona a su desplazamiento a albergues y barracones temporales ubicados en el Hospital Real de Granada, el Ayuntamiento de Granada, el Chinarral, La Chana, el Zaidín y en Santa Juliana donde se alojaron temporalmente hasta la construcción del barrio de La Virgencica en La Chana a finales del 63. Un barrio temporal de barracones hexagonales que imitaba el tipo de vivienda de casa cueva popularmente conocido como "Ciudad de Plata". El dictador Francisco Franco, varios ministros del Instituto Nacional de la Vivienda así como el alcalde de Granada visitaron la zona, prometiendo viviendas dignas para los afectados y la reconstrucción de sus viviendas. La realidad es que dichas promesas nunca se cumplieron forzando a los vecinos del Sacromonte a abandonar las cuevas y por ende borrando de la historia el Sacromonte. Algunas familias lograron resistir en sus cuevas pero la gran mayoría se vieron desalojados de sus propias casas a la fuerza.  
Posteriormente la población original del Sacromonte fue reubicada nuevamente en la zona del Polígono de Cartuja en la barriada de La Paz y por último en Almanjáyar con la demolición de La Virgencica en los años 80 otorgándoles viviendas sociales. Durante dichos años las pocas casas cueva que sobrevivieron al derrumbre y algunas restauradas siguieron sirviendo como atracción turística y disfrute tanto de la ciudad como del turismo. También hubo numerosos desalojos forzosos de gran parte de la población que no quería abandonar su barrio y quería volver a construir sus viviendas cueva. 
Los vecinos damnificados nunca pudieron volver a su hogar ni a su modo de vida, se vieron desplazados a los barrios periféricos más excluidos de Granada. A partir del auge del turismo en la ciudad, en el Sacromonte se comienza a ver un fenómeno de especulación con viviendas cueva que no tienen letra ni es propiedad de nadie por lo tanto grupos inversores extranjeros y particulares comienzan a comprar las escrituras de casas cueva para imponer negocios y atracciones para el turismo. Con el paso del tiempo el barrio acogió a mucha población de fuera de Granada e incluso extranjera en sus viviendas cueva que todavía no habían sido adquiridas por estar en un estado ruinoso y las cuales estaban en un limbo legal. Dicha población se hizo cargo de restaurar y mantener las cuevas con respeto y formaron una nueva comunidad. El Ayuntamiento de Granada hizo todo lo posible para acabar con esta forma de vida aparte de las leyes urbanísticas y se hicieron durante muchos años cargas policiales e intentos de sellado de numerosas cuevas.  
En la actualidad, es un barrio que recrea lo que en el pasado fue a modo de atracción turística. Hay muy pocas familias originales del Sacromonte en sus respectivas cuevas donde se montan espectáculos de flamenco que mantienen viva la tradicional zambra granaina.  

## Leyenda

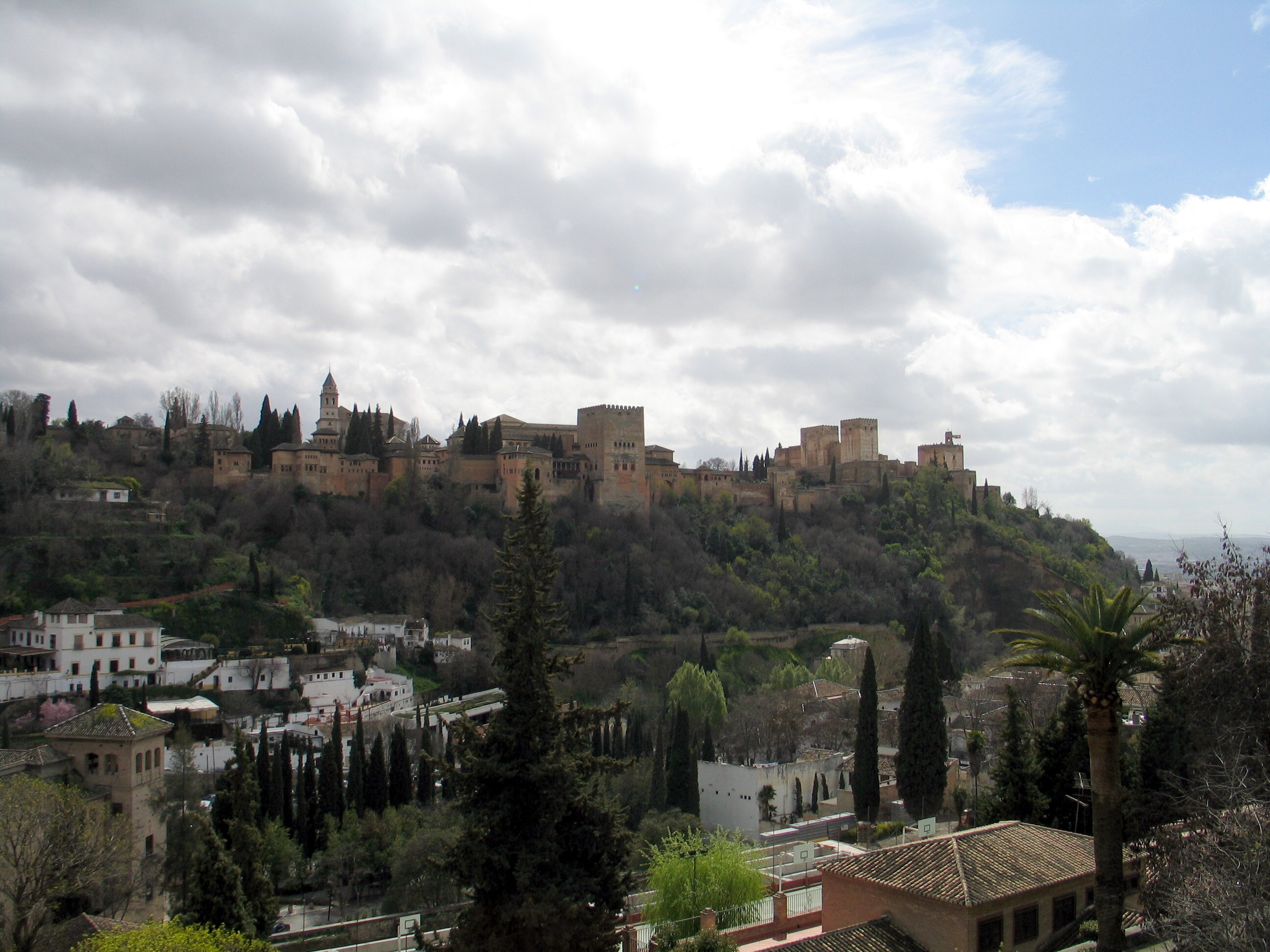
La Alhambra vista desde el Sacromonte.

Otra característica fundamental de este barrio son sus leyendas que corren por todos sus rincones, una de las más destacadas es la del Barranco de los Negros.
Dice la leyenda que tras la Reconquista de Granada por los Reyes Católicos fueron muchos los nobles árabes que emprendieron el camino del exilio hacia tierras africanas. Llevaban en su corazón a la ciudad de sus padres y de sus abuelos, la que los vio nacer a ellos y a sus hijos, la ciudad a la que algún día esperaban volver.
Temerosos estos de que en el trayecto hacia los puertos de Almuñécar o Almería -donde se embarcaban-, les robaran sus fortunas los salteadores de caminos -grupos de soldados renegados de los ejércitos cristianos-, escondieron grandes tesoros entre los olivos que un día poblaron este monte.
Acontecieron paralelamente a estos hechos otros, en los que se les dio libertad a muchos esclavos de estas familias de nobles árabes, pues les resultaba muy costoso realizar su peregrinaje con un gran séquito. Muchos de estos esclavos -que eran de raza negra- conocedores de las idas y venidas de sus señores al monte de Valparaíso (que así se llamaba entonces), de los miedos y pensamientos de estos, escuchados en más de una conversación entre ellos, organizaban sus estratagemas. Recuperada su libertad y sin oficio ni pertenencias, decidieron subir al monte y recuperar para sí los tesoros de los que antaño fueran sus señores.
Excavaron y excavaron en las laderas de este barranco sin éxito conocido, y extenuados por el esfuerzo y sin ningún otro lugar donde cobijarse, lo hicieron en estos huecos, que posteriormente acondicionaron dando lugar a las cuevas que convirtieron en sus hogares. De ahí proviene el nombre de "Barranco de los Negros", al ser sus primeros moradores de esta raza.
Posteriormente, y ya mezclados con los moradores de etnia gitana, realizaron más de un sortilegio en busca del lugar exacto donde estuvieran escondidos los tesoros. Siendo conocidos los quehaceres misteriosos de alguna vieja hechicera "ferminibí" que hablando unas veces con el agua y otras con el fuego, o mirando sin pestañear una palangana de agua, intentaba conseguir algunas pistas con las que hallar los tesoros perdidos, de los que en la actualidad se desconoce si fueron descubiertos por alguno de aquellos buscadores, que en secreto se los apropiaron, o si siguen escondidos aquí en cualquier lugar cercano.

## Lugares de interés
Museo Cuevas del sacromonte, Centro de Interpretación del Valle del Darro
Este Museo abre sus puertas en 2002 y ocupa un espacio 4800 metros cuadrados en el que se han recuperado para su vista hasta once cuevas en su estado original tal y como las mantuvieron sus habitantes.En él se busca dar a conocer y ayudar a comprender la cultura, la historia y el entorno natural del Valle del Río Darro (Bien de Interés Cultural desde 2016) A través de estas once cuevas pueden reconocer sus visitantes la cueva-vivienda, la cuadra, los oficios tradicionales (cestería, fragua, telar, cerámica), una cueva exclusivamente dedicada a la historia del flamenco en el Sacromonte y otra especializada en la arquitectura troglodita en el mundo. En el exterior del recinto se puede disfrutar de un privilegiado mirador con vistas a la Alhambra, la ciudad y al Valle del Río Darro. Museo Cuevas del Sacromonte

Escuelas del Ave María
Son fundadas por Don Andrés Manjón -más conocido como "el Padre Manjón"- a comienzos del siglo XX para dar enseñanza a niños gitanos y cuyas innovaciones pedagógicas continúan vigentes.

Abadía del Sacromonte
Otro de los monumentos del Sacromonte es la Abadía, construida por el arzobispo Don Pedro de Castro en el siglo XVII en el lugar donde aparecieron las supuestas reliquias y otros testimonios de los que habrían sido los primeros cristianos de Granada, entre ellos: los restos de San Cecilio -al que se hacía su primer obispo, ya en el siglo I- y los de sus compañeros San Tesifonte y San Isicio, todos ellos del grupo de los llamados siete varones apostólicos, legendarios discípulos del apóstol Santiago. Encuanto a los llamados "Libros plúmbeos", en los que se presentaba a Cecilio como discípulo de Santiago y primer obispo de Granada, fueron ya desde muy temprano considerados falsificaciones. Conserva una importantísima biblioteca con numerosos incunables y manuscritos, actualmente se encuentra cerrada. La abadía es sede canónica de la hermandad de los gitanos. Hay misa todos los domingos a las 12:00. Junto a la Abadía se encuentran las catacumbas o santas cuevas donde se conservan distintas capillas, en una de las cuales dice la tradición que llegó a oficiar Santiago el Menor. Allí tiene lugar la romería de San Cecilio el primer domingo de febrero.

## Fiestas
Romería de San Cecilio
En Granada se celebra San Cecilio (primer domingo de febrero) con romería al Sacromonte. Los carnavales -en febrero- y el Día de Mariana Pineda -en mayo- adquieren cada año más importancia y ha alcanzado un desarrollo espectacular la Semana Santa. El barrio del Sacromonte celebra sus fiestas en l
a primera decena de agosto.

Fiestas Populares del Sacromonte
Organizadas por la Asociación de Vecinos del Sacromonte, una de las más antiguas de la ciudad, se celebran el primer fin de semana de septiembre, y entre verbenas y comidas populares destaca el antiguo y famoso pasacalles de disfraces, que se celebra el domingo, donde acompañados de una comparsa los vecinos procesionan disfrazados por todo el barrio llegando a invadir el vecino Albaicin con música y mucho descaro.

## Sacromontinos célebres
- Chorrojumo